# The Darkness (revista em quadrinhos)
The Darkness é uma série de revistas de histórias em quadrinhos criada por Marc Silvestri, Garth Ennis e David Wohl. Estrelada pelo personagem homônimo, a série começou a ser publicada em 1996 pela editora norte-americana Top Cow, e obteve relativo sucesso durante o final da década de 1990. A série foi relançada em 2002, e novamente em 2007. Em junho de 2007, a série foi adaptada para um bem-sucedido video game, lançado para os consoles XBox 360 e PlayStation 3.
O título da série é uma referência a seu personagem principal e as habilidades que manifesta. Dentre os autores que já trabalharam com o personagem encontram-se Paul Jenkins e Phil Hester, responsáveis, respectivamente, pelos relançamentos de 2002 e 2007.

## Enredo
O poder da escuridão é hereditário. Passando de pai para filho logo que este é concebido, ou seja, assim que o óvulo da mulher é fecundado. Detalhe, o pai morre assim que o poder é transferido. Logo, relações sexuais são meio que proibidas, já que não existe um meio anticoncepcional 100% eficaz.
Jackie Estacado como herdeiro da Escuridão: No seu 21º aniversário, o assassino profissional da Máfia Jackie Estacado, tornou-se hospedeiro da Escuridão, um poder extraordinário que lhe permite acessar uma dimensão infernal e comandar os demônios que lá habitam. Jackie conhece Sonatine que lhe explica vários detalhes a respeito de sua herança e lhe apresenta a Irmandade da Escuridão, uma seita que venera os portadores desse poder e tenta a todo custo controlar suas decisões em favor próprio. Lorde Sonatine, não conseguiu que Jackie se tornasse um aliado. Estacado também conhece sua maior inimiga, a Ângelus, com quem trava uma batalha, matando sua portadora. E mais tarde a atual portadora da luva mística Witchblade, a detetive Sara Pezzini. Assim, ele descobre que seu dom faz parte de uma tríade de forças arcanas. São elas: The Darkness, Witchblade e Ângelus. Cada uma buscando destruir as outras por questões de poder.
No decorrer de suas histórias ele toma conhecimento de que tem uma avó, Adrienne Estacado e uma irmã gêmea, Capris Castagliano.
Durante todas as suas ações, Jackie conta com a ajuda de uns monstrinhos chamados Darklings, que são seres da escuridão bem parecidos com os Gremilins, tanto em aparência quanto em irreverência. A diferença é que os Darklings são perversos e carnívoros.

## Publicação

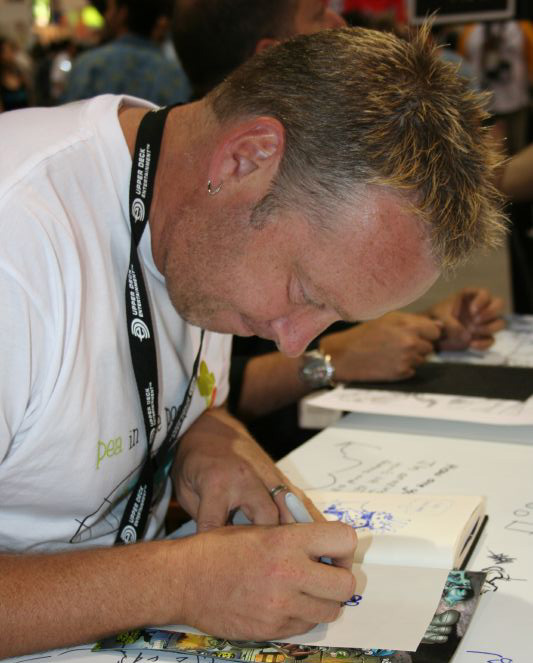
O escritor Paul Jenkins durante uma convenção de quadrinhos em 2006.

O 1° volume termina com Jackie ceifando a própria vida, de Dom Frankie Franchetti & Cia após saber que seu tio matou Jenny para se vingar por ter entregue provas sobre os negócios ilícitos de Frankie para o FBI.
O 2° volume tem início mais de um ano depois da ausência do mafioso nos quadrinhos. A escuridão, para realizar os seus próprios desígnios, revive Jackie Estacado e este se torna o chefe da família Franchetti. O 2° volume parou na edição 24.

### Terceiro volume
Em 2007, a Top Cow anunciou que a série seria novamente re-lançada, após os eventos do crossover First Born, que envolveu também Sara Pezzini, a Witchblade, e outros personagens da editora. No roteiro, Phil Hester, mais conhecido pelo seu trabalho na série Green Arrow como desenhista. Com  Michael Broussard nos desenhos, a série recebeu em sua primeira edição, quatro capas variantes, desenhadas por Marc Silvestri, Dale Keown, Stjepan Sejic e pelo próprio Phil Hester.

## Coletâneas
| # | Título                          | ISBN                             | Lançamento                         | Págs.      | Conteúdo                                                               |
| - | ------------------------------- | -------------------------------- | ---------------------------------- | ---------- | ---------------------------------------------------------------------- |
| 1 | The Darkness: Coming of Age     | ISBN 1582400326                  | 1998                               | 176 págs.  | The Darkness #1-6 e The Darkness Preview                               |
| 2 | The Darkness: Heart of Darkness | ISBN 1582402051                  | 2001                               | 144 págs.  | The Darkness #7-8, 11-14                                               |
| 3 | The Darkness: Spear of Destiny  | ISBN 1582401470                  | 2000                               | 106 págs.  | The Darkness #15-18                                                    |
| 4 | The Darkness: Flesh and Blood   | ISBN 1582405387                  | Outubro de 2005                    | 464 págs.  | The Darkness #26-39                                                    |
| - | The Darkness Compendium         | ISBN 158240643X, ISBN 1582408017 | Dezembro de 2006; Novembro de 2007 | 1288 págs. | The Darkness #1-40, Tales of the Darkness #1-4 e Darkness: Wanted Dead |

O segundo volume foi publicado entre os anos de 2002 e 2005, e colecionado em três volumes:
| # | Título                       | ISBN            | Lançamento       | Págs.     | Conteúdo                                              |
| - | ---------------------------- | --------------- | ---------------- | --------- | ----------------------------------------------------- |
| 1 | The Darkness: Resurrection   | ISBN 158240349X | 2004             | 176 págs. | The Darkness, vol.1 #40, vol. 2 #1-6                  |
| 2 | The Darkness: Demon Inside   | ISBN 1582406464 | Janeiro de 2007  | 272 págs. | The Darkness, vol.2 #7-16 e The Darkness: Wanted Dead |
| 3 | The Darkness: Depths Of Hell | ISBN 1582407959 | Setembro de 2007 | 224 págs. | The Darkness, vol.2 #17-24                            |